# 安东尼奥·丹尼尔斯
安东尼奥·罗伯特·丹尼尔斯（英語：Antonio Robert Daniels，1975年3月19日—），美国前职业篮球运动员。他在1997年的NBA选秀中第1轮第4顺位被温哥华灰熊选中。
1998-99 NBA賽季曾在聖安東尼奧馬刺拿到NBA冠軍戒指。